# Восточноазиатские кроты
Восточноазиатские кроты (лат. Euroscaptor) — род млекопитающих семейства кротовых (Talpidae). Обитают в среднегорных лесах и лугах Юго-восточной и Восточной Азии (Гималаи, Индокитай, Китай, Тибет, Япония)

## Виды
Американское общество маммологов признаёт 10 видов восточноазиатских кротов:
- Euroscaptor grandis — Большой китайский крот[3]
- Euroscaptor klossi — Крот Клосса[3]
- Euroscaptor kuznetsovi
- Euroscaptor longirostris — Длинноносый крот[4]
- Euroscaptor malayanus
- Euroscaptor micrurus — Гималайский крот[4]
- Euroscaptor ngoclinhensis
- Euroscaptor orlovi
- Euroscaptor parvidens — Вьетнамский крот[3]
- Euroscaptor subanura